# Лаллуджа Лал
Лаллуджа Лал (гінді:लल्लू लाल, 1763 —1853) — індійський письменник, викладач часів Британської Індії, один з засновників літераторного гінді.

## Життя та творчість
Походив з родини середнього статку, що мала походження з Гуджарату. Народився Лаллуджа в Аґрі у 1763 році. Здобув класичну освіту. З часом багато подорожував північною Індією, вивчаючи місцеві діалекти. Згодом обійняв посаду викладача у Форт-Вільямс-коледжі в Калькутті. Поруч з викладацькою діяльністю зайнявся письмеництвом. Сприяв розвитку популярного діалекту кхарі-болі в гіндустані.

## Творчість
Лаллуджа Лал є автором «Прем Сагар» («Море кохання», 1804-1810 роки), який мав значний вплив на розвиток індійської літератури. В основу твору лягла десята книга «Бхагават-пурани». Заслуга Лала в тому, що він використав один з найпопулярніших сюжетів — історію життя Крішни, його дитячі та юнацькі роки, його звитяги воїна і політика — для створення прозового твору, показавши тим самим художні можливості живої розмовної мови кхарі-болі.